# Bradu (okręg Ardżesz)
Bradu – wieś w Rumunii, w okręgu Ardżesz, w gminie Bradu. W 2011 roku liczyła 4021 mieszkańców.